# Jörg Neugebauer (Dichter)

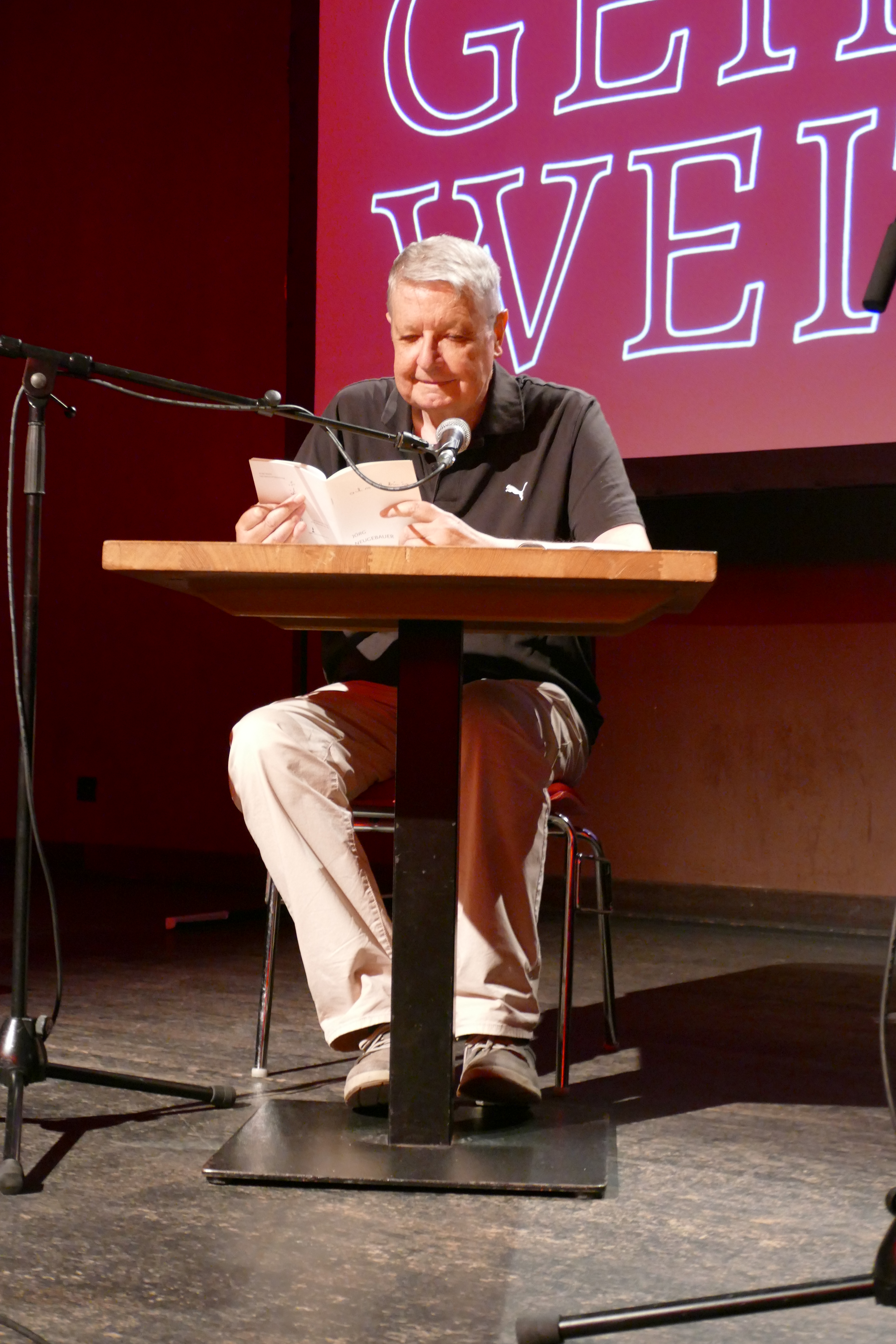
Jörg Neugebauer 2023 bei der Lesung Lyrik geht weiter des Verlagshauses Black Ink

Jörg Neugebauer (* 1949 in Braunschweig) ist ein deutscher Autor und Lyriker. Er lebt in Neu-Ulm.

## Leben und Werk
Aufgewachsen in Ulm/Donau, absolvierte Neugebauer ein geisteswissenschaftliches Studium in München und Tübingen (Philosophie, Germanistik und Geschichte). Danach war er lange Jahre als Gymnasiallehrer tätig.
Seit er um 2000 zu schreiben begann, veröffentlichte Neugebauer regelmäßig sowohl eigenständige Publikationen als auch in Anthologien, im Deutschen Lyrikkalender und in Literaturzeitschriften wie außer.dem. Bei Radio freeFM verantwortet und moderiert er 14-täglich die einstündige Sendung „Klassisch modern“. Des Weiteren ist er als Rezitator aktiv.

## Auszeichnungen und Ehrungen
- 2007 Preis der Jury beim Irseer Pegasus[3]
- 2008 Förderpreis des Freien Deutschen Autorenverbandes
- 2012 Lyrikpreis München, 3. Platz[4]

## Publikationen
- Über den Zeppelinen. Gedichte. Alkyon Verlag, Weissach i.T. 2002, ISBN 3-933292-52-2.
- Brüllende Apparate. Gedichte. Friedrich Haller Verlag, Bonn 2004, ISBN 3-934917-12-7.
- Dionysos – der immerzu kommende Gott. Eine Versdichtung zum dionysischen Mythos. Railroadverlag, Neu-Ulm 2005, ISBN 3-00-014803-5 (mit 8 Illustrationen von Sabine Geier-Leisch).
- Denksagung. Gedichte, Lyrik. Salon LiteraturVerlag, München 2007, ISBN 978-3-939321-14-9.
- Die Stille bricht aus den Wolken. Gedichte. Silver Horse Edition, Marklkofen 2010, ISBN 978-3-937037-41-7.
- Jimi Hendrix traf Kafka und fragte ihn nach der Uhrzeit. Gedichte, Lyrik. Udo-Degener-Verlag, Potsdam 2015, ISBN 978-3-95497-700-0.
- Wien. Nacht. Eine Erzählung nach Motiven aus der Biografie Freuds. Salon LiteraturVerlag, München 2017, ISBN 978-3947404025.
- Kühe spielen Minigolf. Gedichte, Lyrik. Edition Noack & Block, Berlin 2022, ISBN 978-3-86813-142-0
- ach so ich bin ja. Gedichte, Lyrik. Black Ink Verlag, Scheuring 2022, ISBN 978-3-930654-47-5
- Der Zeitzwerg und andere Texte nur für diesen Moment Kurzgeschichten. Edition Noack & Block, Berlin 2022, ISBN 978-3868131628
- Und jetzt erst sehe ich dich. Ein Quintett. Lyrik, Prosa. Edition Noack & Block, Berlin 2023, ISBN 978-3868131918

Hörbuch-Edition:
- Dionysos – der immerzu kommende Gott. (ca. 30 Min.), Label Lehle, 2006, Kat.-Nr. 110005, l Suite für 2 Sprecher und Percussion – mit Elvira Lauscher und Klaus Feldhoff.

Theaterstück:
- Irgendwann wird es von selber hell, Einakter, Theaterboerse GmbH.

## Lesungen
Neugebauer war 2007 gemeinsam mit Elvira Lauscher Mitbegründer des Lese- und Performance-Programms „Wortkunstlauf“, das auf Kleinkunstbühnen in Ulm und Neu-Ulm aufgeführt wurde.
Programme:
- 2007: Wortkunstlauf „Bittersüßes im Wechsel“, Uraufführung 2. November 2007
- 2008: Wortkunstlauf „Hommage an Jandl“, Uraufführung 27. Dezember 2008
- 2009: Wortkunstlauf „Nichts ist sicher“, Uraufführung 26. Dezember 2009
- 2010: Wortkunstlauf „Sprachjazz“, Uraufführung 22. Januar 2011
- 2011: Wortkunstlauf „Die fünf Elemente“, Uraufführung 2. März 2012
- 2013: Wortkunstlauf „Alles ist Krimi“, Uraufführung 29. November 2013[5]

## Veröffentlichungen in Anthologien und Literaturzeitschriften (Auswahl)
- Christoph Buchwald (Hrsg. ab 2022 Matthias Kniep): Jahrbuch der Lyrik. Jahrgänge 2004, 2005, 2007, 2008, 2013, 2015, 2022[6].
- Shafiq Naz (Hrsg.): Der deutsche Lyrikkalender. 2008, 2009, 2010, 2011, 2012. Jeden Tag ein Gedicht.
- Rainer Jehl (Hrsg.): Luft unter den Flügeln. Klöpfer & Meyer Verlag, Tübingen 2008.
- außer.dem (Literaturzeitschrift). Hefte 10, 11, 14, 15, 16, 17, 18, 19, 20, 22, 23, 24, 26, 28, 30.[7]
- Anton G. Leitner (Hrsg.): DAS GEDICHT. Jahrgänge 2011, 2014, 2015, 2016, 2019, 2022, 2023.[8]
- Blätter der Rilke-Gesellschaft, Bände 30 und 32.